# 공격전이다
《공격전이다(攻擊戰-, 일본어: 攻撃戦だ(攻撃の勢いで), 영어: This is an Attack)》는 2010년 1월 발표된 조선민주주의인민공화국의 선전가이다. 조선의 소리 방송에서는 일본에 곡명을 《공격의 기세로(일본어: 攻撃の勢いで)》로 소개했으나, 일본에서도 일반적으로 원 곡명을 직역한 《공격전이다(일본어: 攻撃戦だ)》로 통용되고 있다. 일본의 인터넷상에서는 곤교(일본어: コンギョ)라고 불리며 인터넷 밈으로 인기를 얻고 있다.

## 개요
2010년 1월 27일 로동신문에 곡명과 가사가 게재되었다. 조선문학예술총동맹 산하 조선작가동맹중앙위원회 소속의 윤두근이 작사했으며, 보천보전자악단 소속의 안정호가 작곡, 윤혜영이 불렀다. 가사는 "붉은기 추켜들고 진격해간다/ 총대를 앞세우고 돌격해간다...장군님의 혁명방식은/ 백두산 번개처럼 공격/ 정일봉 우뢰처럼 공격/ 공격 공격 공격전이다" 등, 전체적으로 선동적인 분위기의 곡이다.
2010년 당시 조선민주주의인민공화국에서는 경제목표를 달성하기 위해 인민들에게 '총공격전'을 독려했다. 《공격전이다》는 경제의 각 부문에서 최고의 성과를 내기 위해 총력을 기울일 것을 요구하는 조선민주주의인민공화국의 선전문구였다. 대한민국의 통신사인 연합뉴스는 "북한이 이번 주민 노력동원의 열기를 높이기 위해 '공격전이다'라는 가요까지 만들어 보급하는 것을 보면 상당히 다급한 분위기가 느껴진다"고 보도했다.
보천보전자악단 소속 윤혜영의 가창판과 왕재산경음악단의 가창판, 은하수관현악단의 합창판, 모란봉악단의 연주 등이 알려져 있다.

## 일본에서의 인기
일본에서는 일반적으로 원 곡명을 직역한 《공격전이다(일본어: 攻撃戦だ)》로 통용되고 있다. 일본의 인터넷상에서는 곤교(일본어: コンギョ)라고 불리며 인터넷 밈으로 인기를 얻고 있다.
2011년 11월 15일 평양직할시 김일성경기장에서 개최된 2014년 FIFA 월드컵 아시아 지역 3차 예선에서의 일본과의 경기에서, 평양 시민 5만여 명이 조선민주주의인민공화국 축구 국가대표팀을 응원하기 위해 경기 직전에 《공격전이다》를 합창했다.
이후 《공격전이다》는 일반적으로 알려진 조선민주주의인민공화국의 노래와 달리 댄스 음악처럼 흥겹게 들린다는 점에서 일본에서도 유명해졌다. 《공격전이다》는 2014년 JOYSOUND에 일시적으로 수록되기도 했으며, 도쿄도 신오쿠보에서는 조선민주주의인민공화국의 음악인 'NK-POP'으로 인기를 얻고 있다.

## 정확한 근거를 말하라 아저씨
2018년 12월 초, 무사시노선 신미사토역에 정차 중인 후추혼마치 방면 전철에서 논문을 손에 든 남성이 갑자기 "동경대 의대 머리가 나쁘지 않느냐?" 등 시끄럽다며 주변 승객과 말다툼을 벌이다가 "네가 정확한 근거를 말해라!" 라고 말하면서 근거(일본어: 곤쿄) 부분이 '곤교'로 들리면서 인터넷에서 화제가 되었다.
그래서 이 남성을 '곤교 아저씨(일본어:コンギョおじさん、곤교 오지산)'라고 부르는 것이 등장했다.